# Treni italiani con nome
Lista dei treni italiani con nome che hanno circolato in Italia fino al 12/12/2009. A partire dall'orario invernale 2009-2010 è stata abbandonata la denominazione dei treni, salvo rare eccezioni.
| Nome                                          | Percorso | Epoca                   | Note |
| --------------------------------------------- | --- | ----------------------- | --- |
| Adige                                         | Bolzano (fino a dicembre 2011) – Lecce |                         | Intercity. Dal nuovo orario 2011-2012 è limitato a Bologna Centrale. |
| Adria Express (poi Allegro Aida)              | Ancona – Wien Südbahnhof | (?)-2007                | Espresso periodico estivo letti e cuccette e trasporto auto. Poi soppresso. |
| Adriatico                                     | Milano Centrale – Bari Centrale lecce Poi Venezia Santa Lucia – Lecce |                         | TEE, poi Intercity. Ora relazione coperta da due coppie di Frecciabianca. |
| Alessandro Manzoni                            | Milano Centrale – Paris Gare de Lyon |                         | Eurocity TGV. Soppresso da dicembre 2011. |
| Alexandre Dumas                               | Milano Centrale – Paris Gare de Lyon |                         | Effettuato con materiale TGV Réseau. Ora parte da Milano Porta Garibaldi. |
| Alfieri                                       | Torino Porta Nuova – Venezia Santa Lucia |                         | Intercity Plus, poi Frecciabianca. Adesso espletato con ETR 500 Frecciarossa. |
| Allegro Don Giovanni                          | Venezia Santa Lucia – Wien Westbahnhof Venezia Santa Lucia – Praha Hl.N. |                         | Euronight. Non ha più la sezione per Praha Hl.N. |
| Allegro Johann Strauss                        | Venezia Santa Lucia – Wien Südbahnhof | ? - 2009                | Eurocity Soppresso da dicembre 2009. Ora la relazione è coperta da una coppia di Railjet di OBB che fanno capolinea a Wien Hbf. |
| Allegro Rigoletto                             | Livorno Centrale – Wien Südbahnhof |                         | Euronight, effettuato solo nel periodo estivo. |
| Allegro Rossini                               | Roma Termini – Wien Südbahnhof |                         | Euronight. Adesso fa capolinea a Wien Hbf. |
| Allegro Stradivari                            | Venezia Santa Lucia – Wien Südbahnhof |                         | Eurocity, soppresso dal 14/12/2008. Ora effettuato dalle ÖBB con due coppie di treni Railjet. |
| Allegro Tosca                                 | Roma Termini – Wien Südbahnhof |                         | Euronight. Adesso fa capolinea a Wien Hbf. |
| Alpen-Express                                 | Roma Termini – Copenaghen | 1952-1987               | Espresso, a seconda del periodo con vetture dirette da Trieste, Venezia, Genova, Milano e Merano. Dagli anni ottanta limitato a Monaco di Baviera. |
| Ambrosiano                                    | Milano Centrale – Roma Termini poi Milano Centrale – Torino Porta Nuova poi Milano Centrale – Ventimiglia |                         | TEE, poi Intercity, ora non in servizio. |
| Amiternum                                     | Roma Termini – Pescara |                         | Intercity, poi Regionale. |
| Andrea Doria                                  | La Spezia Centrale – Venezia Santa Lucia poi Ventimiglia – Milano Centrale |                         | Intercity Plus, poi Intercity. Ora effettuata solo la relazione Ventimiglia-Milano Centrale Intercity Plus Savona M. - Venezia S.L.. |
| Apulia                                        | Milano Centrale – Bari Centrale |                         | Espresso, poi Intercity Plus di sola 2ª classe. Coperto da Frecciabianca e Frecciarossa |
| Archimede                                     | Roma Termini – Siracusa Roma Termini – Palermo Centrale |                         | Istituito come Espresso, viene innalzato ad Intercity, poi Intercity Plus. Dal 2010 di nuovo Intercity. |
| Arno                                          | Roma Termini - Firenze Santa Maria Novella |                         | Intercity, poi Intercity Plus. Dal 2012 regionale. Istituita una coppia di Intercity che integra l'offerta regionale. |
| Aspromonte                                    | Reggio Calabria Centrale – Milano Centrale |                         | Intercity Plus, poi Intercity che viene effettuato solo il sabato o domenica in relazione al senso di marcia. |
| Aurora                                        | Roma Termini – Reggio Calabria Centrale |                         | TEE 1974–1975, poi Rapido: Roma Termini – Siracusa dal 1979; nome decaduto nel 1987, poi Intercity. |
| Avogadro                                      | Genova Brignole – Torino Porta Nuova |                         | Intercity Plus, poi Intercity. |
| Badex                                         | Rimini – Zürich HB | 2000-2001               | Intercity periodico, poi soppresso. |
| Barbarossa                                    | Milano Centrale – Schaffhausen |                         | Espresso, poi non più circolante. Circola come Eurocity tra Milano Centrale e Zürich HB |
| Basento                                       | Taranto – Roma Termini |                         | Intercity, effettuato da ALe 601, poi soppresso. Ora ripristinato come Intercity. Sullo stesso asse circola una coppia di Frecciarossa. |
| Bellini                                       | Siracusa - Roma Termini |                         | Espresso, poi Intercity. |
| Bernina Express                               | Tirano – Chur |                         | Gestito dalla RhB. |
| Boccanegra                                    | Genova – Milano Centrale, poi Ventimiglia - Roma Termini |                         | Intercity Plus, poi Intercity. |
| Borromini                                     | Bari Centrale – Roma Termini |                         | Intercity, effettuato da ETR 450, poi soppresso. Adesso Intercity. Sullostesso asse circolano anche coppie di Frecciargento. |
| Botticelli                                    | Milano Centrale – Roma Termini |                         | Intercity no stop, effettuato con pendolino ETR 450, poi con ETR-460, in seguito effettuato con ETR 500 e ETR 400 (Frecciarossa 1000). |
| Brenner Express                               | Firenze Santa Maria Novella – München Hbf |                         | Espresso, poi Euronight, soppresso dal 2007. Adesso relazione coperta da Euronight proveniente da Roma Termini. |
| Brenta                                        | Roma Termini - Venezia Santa Lucia |                         | Intercity, poi soppresso. Adesso Intercity Roma Termini - Trieste Centrale che ferma a Venezia Mestre. |
| Brera                                         | Milano Centrale – Taranto |                         | Intercity, poi Euro*City, poi di nuovo Intercity. Adesso sia Intercity che Frecciabianca. |
| Brianza                                       | Milano Centrale – Bellinzona |                         | Intercity Cisalpino, trasformato in EC nel 2007, soppresso dal 14/12/2008. Adesso fermano a Bellinzona tutti gli Eurocity Milano - Zurich HB. Relazione effettuata anche da regionali TILO tra Milano Centrale-Lugano-Bellinzona-(Erstfeld). |
| Brunelleschi                                  | Firenze Santa Maria Novella - Milano Centrale |                         | Intercity, poi Es*City, poi soppresso. Ora integrato nell'Intercity Terni-Milano Centrale |
| Cadore                                        | Venezia Santa Lucia – Calalzo |                         | Espresso, effettuato da ALn 442-448, poi soppresso. Poi Regionale effettuato solo nel weekend. |
| Calais-Méditerranée Express                   | Calais – Sanremo | ?-1940 (?)              | Espresso CIWL. Ora soppresso. |
| Campidoglio                                   | Roma Termini – Torino Porta Nuova |                         | Intercity, poi linea espletata con treni AV, oppure con Intercity diretto a Salerno che ferma anche a Roma Termini. |
| Canal Grande                                  | Venezia Santa Lucia – Torino Porta Nuova |                         | Intercity, poi soppresso. Adesso AV. |
| Canova                                        | Roma Termini – Udine | ?-2010                  | Intercity, poi soppresso nell'inverno 2010. Ora effettuato da materiale Frecciargento/Frecciarossa. |
| Capo Colonna                                  | Crotone – Paola | 2002-2003               | Intercity in coincidenza con Exp per il nord. Soppresso con il cambio orario invernale 2003. |
| Capodimonte                                   | Torino Porta Nuova – Napoli Campi Flegrei |                         | Intercity Plus, poi Intercity, poi soppresso. Adesso AV oppure Intercity Torino - Salerno che ferma a Napoli Centrale. |
| Capri                                         | Napoli Centrale – München Hbf – München Ost. |                         | Euronight, soppresso dal 2007. |
| Caracciolo                                    | Salerno – Milano Centrale Milano Centrale – Avellino |                         | Intercity Notte, soppressa nel 1997 la sezione (effettuata con materiale diesel) per Avellino. Soppresso completamente dal 2011 e parzialmente sostituito fino a Genova da ICN 796/799 Salerno - Torino - Salerno. |
| Caravaggio                                    | Milano Centrale – Paris Gare de Lyon |                         | Eurocity TGV Soppresso da dicembre 2011, poi TGV che parte da Milano Porta Garibaldi. |
| Carducci                                      | La Spezia – Roma Termini poi Napoli Centrale – Sestri Levante |                         | Intercity effettuato con ETR 450, poi Intercity attestato a Sestri Levante. |
| Carlo Magno                                   | Sestri Levante – Dortmund | 1987-1992               | Eurocity, poi non più effettuato. |
| Carlo Goldoni                                 | Venezia Santa Lucia – Vienna Südbahnhof | 2001-2004               | Eurocity. |
| Carlo Goldoni                                 | Venezia Santa Lucia – Budapest Keleti pu. | 2004-2006               | Eurocity poi Intercity, poi soppresso. |
| Carignano                                     | Torino Porta Nuova – Roma Termini Torino Porta Nuova – Lamezia Terme Centrale |                         | Intercity. Da giugno 2009 trasformato in ES* City. In alcuni giorni prolungato a Lamezia Terme. |
| Carracci                                      | Roma Termini – Venezia Santa Lucia |                         | Intercity, effettuato da ETR 450, solo nei giorni feriali. |
| Casanova                                      | Venezia Santa Lucia – Maribor poi Venezia Santa Lucia – Ljubljana | 2001-2008               | Eurocity, poi soppresso. |
| Cassini                                       | Genova Brignole – Torino Porta Nuova |                         | Intercity, poi Intercity Plus, poi di nuovo Intercity. |
| Castel Del Monte                              | Roma Termini – Bari Centrale |                         | Intercity. |
| Cattaneo                                      | Milano Centrale - Venezia Mestre |                         | Intercity, soppresso. |
| Cellini                                       | Milano Centrale – Firenze Santa Maria Novella |                         | Intercity diretto, poi ES*City, poi soppresso. |
| Cimabue                                       | Savona – Roma Termini |                         | Intercity, effettuato da ETR 450, poi soppresso. |
| Circeo                                        | Roma Termini – Napoli Centrale |                         | Intercity Plus, poi Regionale. |
| Cisalpin                                      | Milano Centrale - Paris Gare de Lyon | 1961-2004               | TEE fino al 1984, poi intercity. Dal 1975 al 1984 fu prolungato alla stazione di Venezia Santa Lucia |
| Cisalpino Borromeo                            | Milano Centrale – Basel SBB |                         | Eurocity Cisalpino, circola come EC "Cisalpino". Disimpegnato da ETR 610. |
| Cisalpino Cinque Terre                        | Livorno Centrale – Schaffhausen / Zürich HBF – Livorno Centrale | ? - 2008                | Eurocity Cisalpino. Soppresso nel 2008. |
| Cisalpino Lario                               | Biasca – Bellinzona – Milano Centrale |                         | Intercity Cisalpino, poi EC, soppresso nel 2008. |
| Cisalpino Monte Rosa                          | Milano Centrale – Genève Aéroport |                         | Eurocity Cisalpino, circola come EC "Cisalpino". Disimpegnato da ETR 610. |
| Cisalpino San Marco                           | Venezia Santa Lucia – Basel SBB |                         | Eurocity Cisalpino, soppresso dal 14/12/2008. |
| Cisalpino Val d'Ossola                        | Milano Centrale – Basel SBB |                         | Eurocity Cisalpino, sostituito da CiS. |
| Cisalpino Vallese                             | Milano Centrale – Genève Aéroport |                         | Eurocity Cisalpino, circola come EC "Cisalpino". |
| Cisalpino Verbano                             | Milano Centrale – Basel SBB |                         | Eurocity Cisalpino, sostituito da CiS. |
| Colleoni                                      | Brescia – Roma Termini |                         | Intercity, poi soppresso. |
| Colosseum                                     | Milano Centrale – Roma Termini |                         | TEE, poi Rapido. |
| Conero                                        | Milano Centrale – Ancona |                         | Intercity, poi soppresso. |
| Confalonieri                                  | Roma Termini – Milano Centrale |                         | Intercity, effettuato con ETR 450, poi Es*City. |
| Crati                                         | Torino Porta Nuova – Reggio Calabria Centrale poi Roma Termini – Reggio Calabria Centrale | 1995-?                  | Intercity da Torino fino al 1997, poi Intercity Plus, poi Intercity limitato a Roma. |
| Croce                                         | Milano Centrale - Napoli Centrale | 1987 - ?                | Intercity |
| Cycnus                                        | Venezia Santa Lucia – Ventimiglia poi Milano Centrale – Ventimiglia Milano Centrale – Genova Brignole poi Milano Centrale - Ventimiglia |                         | TEE, poi Intercity. poi Intercity Plus. |
| Conca d'Oro                                   | Roma Termini – Palermo Centrale – Siracusa |                         | Intercity Notte; posti a sedere – letti e cuccette. Soppresso dal 2007, dopo la metà carrozze poste a sedere circolava in coda agli Espressi "ICN 1924/25" e "ICN 1938/39", poi vi è una coppia di Intercity Notte che espleta questo servizio. |
| D'Annunzio                                    | Milano Centrale - Pescara |                         | Intercity. |
| D'Azeglio                                     | Roma Termini – Torino Porta Nuova |                         | Intercity, poi Intercity Plus, poi soppresso. |
| Dante Alighieri                               | Venezia Santa Lucia – Firenze Santa Maria Novella | 1993-2001               | Dal 23/05/1993 al 09/06/2001 Intercity 1 e 2 Classe, servizio ristoro |
| De Amicis                                     | Ventimiglia – Torino Porta Nuova Imperia Porto Maurizio – Torino Porta Nuova | 1989-?                  | Intercity, poi declassato a regionale veloce |
| Direct Orient                                 | Calais – Paris Gare de Lyon – Vallorbe – Lausanne – Domodossola – Milano Centrale – Venezia – Trieste – Beograd – Istanbul |                         | Poi Euronight che parte da Parigi e arriva a Venezia. |
| Dolomiten – Express                           | Bolzano – Dortmund Merano - Dortmund |                         | Espresso letti e cuccette, poi soppresso. |
| Donizetti                                     | Milano Centrale – Lecce |                         | Espresso, ora Intercity. |
| Donatello                                     | Torino Porta Nuova – Firenze Santa Maria Novella |                         | Intercity Plus – Da giugno 2009 trasformato in ES* City. |
| Dorico                                        | Milano Centrale – Ancona |                         | Intercity effettuato con ALe 601, poi EurostarCity, poi di nuovo Intercity. |
| Drava                                         | Venezia Santa Lucia – Budapest Keleti pu. | 1993-2004               | Espresso, poi non più espletato. |
| Espresso del Levante                          | Milano Centrale – Lecce |                         | Direttissimo, poi Espresso letti e cuccette, poi vi è una coppia di Intercity Notte che espleta questa linea, uno passa da Taranto e va a Lecce, l'altro prosegue sulla linea costiera. |
| Fausto Coppi                                  | Milano Centrale - La Spezia Centrale |                         | Intercity. |
| Federico II                                   | Roma Termini – Ancona |                         | Intercity diretto, effettuato da ALe 601, poi Regionale. |
| Ferraris                                      | Milano Centrale – Torino Porta Nuova |                         | Intercity diretto, poi soppresso. |
| Flavio Gioia                                  | Salerno – Roma Termini |                         | Pendolino ETR 450, poi Intercity, in attività. |
| Fogazzaro                                     | Milano Centrale - Udine |                         | Intercity, effettuato con ETR 240, poi Intercity Plus, poi soppresso. |
| Foscari                                       | Milano Centrale – Venezia Santa Lucia |                         | Intercity, poi soppresso. |
| Francesco Cilea                               | Reggio Calabria – Milano Centrale Reggio Calabria – Roma Termini |                         | Intercity, dal 2007 è limitato a Roma Termini. |
| Freccia Adriatica                             | Torino Porta Nuova – Lecce Torino Porta Nuova –reggio di Calabria via bari Taranto Sibari Catanzaro lido Roccella jonica |                         | Espresso letti e cuccette. Per un periodo sezione Milano Centrale – Taranto prolungata poi a Reggio Calabria. Prima il convoglio partiva con le due sezioni a Torino Porta Nuova, poi parte da Torino Porta Nuova e va diretto a Lecce poiché la sezione per Catanzaro Lido è stata soppressa. |
| Freccia Atesina                               | Milano Centrale – Merano |                         | Rapido solo 1ª classe effettuato con ALe 883 (poi con ALe 601) e ETR 220, poi soppresso. |
| Freccia Aurelia                               | Milano Centrale – Sanremo |                         | Effettuato con automotrice panoramica ALTn444. |
| Freccia dell'Argentario                       | Orbetello-Monte Argentario – Firenze Santa Maria Novella |                         | Era effettuato da automotrici ALn 668, in seguito dalle ALn 663, nella relazione Orbetello-Monte Argentario / Firenze Santa Maria Novella, via Siena / Empoli. |
| Freccia del Bernina                           | Milano Porta Garibaldi – Tirano |                         | Regionale (ex Diretto), perde la denominazione dal 14/12/2008. |
| Freccia del Biferno                           | Roma Termini – Avellino |                         | Regionale (ex Diretto), poi soppresso. |
| Freccia del Gran Sasso                        | L'Aquila – Roma Termini | 1959-1987               | Direttissimo, poi espresso, effettuato da ALn 668 e in seguito dalle ALn 773/873. Soppresso dal 1987 per scarsa affluenza, dovuta al percorso molto più lungo rispetto a quello delle autolinee. |
| Freccia della Calabria                        | Villa San Giovanni – Zurigo Hb | 2000-2007               | Espresso letti e cuccette con auto al seguito, soppresso nel 2007. |
| Freccia della Laguna                          | Trieste Centrale - Udine - Bolzano – Roma Termini Poi Venezia Santa Lucia - Reggio Calabria Centrale / Palermo Centrale / Siracusa | 1961-1977 1977-2011     | Rapido solo 1ª classe prenotazione obbligatoria effettuato con elettromotrici gruppo Ale 601. Dal 1977 espresso notturno. Dal 2010 perde la sezione per Reggio Calabria, nel dicembre 2011 viene completamente soppresso. |
| Freccia del Maloja                            | Milano Centrale – Chiavenna |                         | Diretto, poi Regionale. |
| Freccia del Sole                              | Ancona – Denderleeuw |                         | Periodico estivo, espresso letti e cuccette con auto al seguito, poi soppresso. |
| Freccia del Sud                               | Milano Centrale – Agrigento Centrale / Siracusa | 1950-2010               | Espresso – Dal 2007 circola 4 giorni a settimana (i restanti è limitato da/a Roma Termini. Nel 2010 soppresso circola sotto le vesti dell'EXP 853 Agrigento – Roma). Dal 2010 soppresso anche EXP 853/854 e accorpato all'ICN 1939/1938. Dal 2011 nessuna carrozza raggiunge Agrigento Centrale poi il treno presenta due sezioni, una da Palermo e una da Siracusa, che si uniscono a Messina, sempre espletato da un ICN.                        |
| Freccia delle Puglie                          | Lecce – Zurigo Hb | 2000-2007               | Espresso letti e cuccette poi soppresso nel 2007. |
| Freccia delle Tremiti                         | Roma Termini – Termoli |                         | Regionale (ex Diretto). |
| Freccia del Tigullio                          | Milano Porta Garibaldi – La Spezia |                         | Rapido di sola 1ª classe, poi soppresso. |
| Freccia delle Dolomiti                        | Milano Centrale – Calalzo Milano Centrale – Udine |                         | Diretto, poi espresso effettuato da ALn 990 e Aln 442-448. Poi Intercity, poi di nuovo espresso e soppresso nel 1999. |
| Freccia Jonica                                | Crotone – Taranto – Milano Centrale |                         | Espresso |
| Freccia Sarda                                 | Cagliari – Olbia |                         | Espresso, poi Regionale. |
| Freccia dei due mari                          | Livorno – Ancona | 1969-1970               | Direttissimo, poi soppresso. |
| Freccia Del Molise                            | Roma Termini – Campobasso |                         | Espresso, effettuato con ALn 556, poi Interregionale unito alla sezione della "Freccia del Biferno" per Avellino, poi regionale con la soppressione della sezione per Avellino. |
| Freccia della Versilia                        | Bergamo – Pisa Centrale | 1959                    | Diretto, poi Interregionale, poi Regionale. |
| Freccia Orobica                               | Bergamo – Pesaro | 1970                    | Espresso, poi Interregionale, poi Regionale. (Servizio estivo diretto tra Bergamo e la Riviera Adriatica gestito dalle FER ex FSF). |
| Freccia Tirrenica                             | Bologna Centrale – Reggio Calabria Centrale | 1996-1997               | Servizio 1 e 2 classe e cuccette |
| Freccia Dell'Elba                             | Firenze Santa Maria Novella – Piombino Marittima |                         | Diretto, effettuato con ALe 840 poi soppresso. |
| Freccia del Vesuvio (Treno 95)                | Milano Centrale (11.50) – Napoli Mergellina (20.10) | 1969-1980               | Rapido solo 1ª classe prenotazione obbligatoria, TEE. |
| Frejus                                        | Milano Centrale – Lyon Perrache | ?-2003                  | Eurocity. |
| Galilei                                       | Roma Termini – Paris Gare de Lyon | ?-2004                  | Euronight. |
| Galvani                                       | Bologna Centrale – Bari Centrale |                         | Intercity. |
| Garda                                         | Milano Centrale – München Hbf poi Verona Porta Nuova – München Hbf |                         | Eurocity, poi Euronight. |
| Gargano                                       | Milano Centrale – Bari Centrale |                         | Intercity, poi Intercity Plus, poi soppresso. |
| Garisenda                                     | Bologna Centrale - Roma Termini | 1987-1989               | Carrozze 1 e 2 classe, carrozza self-service. |
| Genova Sprint                                 | Genova Piazza Principe – Roma Termini | 1972-1992               | Rapido con sola 1ª classe e prenotazione obbligatoria, effettuato dapprima con ALe601, poi con ETR 220 e negli ultimi anni con ETR 250 ed ETR 300. Poi sostituito dall'Eurostar "Cristoforo Colombo" via Firenze con ETR 450. |
| Gentile da Fabriano                           | Roma Termini – Ancona | 2006-2008               | Regionale sola 1ª classe con prenotazione obbligatoria, soppresso e sostituito da ES*. |
| Ghirlandaio                                   | Milano Centrale – Firenze Santa Maria Novella |                         | Intercity, poi Intercity Plus, poi soppresso. |
| Giambattista Vico                             | Verona Porta Nuova – Napoli Centrale poi Napoli Centrale – Roma Termini |                         | Intercity poi soppresso. |
| Gianduja                                      | Torino Porta Nuova – Venezia Santa Lucia | ?-2008                  | Intercity, poi Intercity Plus, trasformato in ES* City dal 14/12/2008. |
| Gianicolo                                     | Roma Termini – Pescara |                         | Intercity effettuato con ETR 220, poi Regionale. |
| Gioberti                                      | Torino Porta Nuova – Genova Brignole |                         | Intercity Plus, poi Intercity. |
| Giorgione                                     | Udine – Milano Centrale | 1999-2008               | Intercity, poi Eurostarcity, poi soppresso da dicembre 2008. |
| Girardengo                                    | Torino Porta Nuova – Genova Piazza Principe |                         | Intercity Plus, poi Intercity, poi soppresso. |
| Gondoliere                                    | Venezia Santa Lucia - München Hbf Venezia Santa Lucia - Vienna | 1959-? anni '80         | Rapido, effettuato da una doppia composizione di ALn 773 dal 1959 al 1966. Con la trasformazione della Bolzano - Brennero da trifase a continua è passato a materiale ordinario, diventando Espresso, poi soppresso. Il nome fu riattribuito negli anni '80 all'Espresso 232/233, che, sempre da Venezia, raggiungeva invece Vienna. |
| Gottardo                                      | Milano Centrale – Zurigo Hb |                         | TEE, poi Eurocity. |
| Guerrazzi                                     | Torino Porta Nuova – Firenze Santa Maria Novella (Via Pisa) |                         | Intercity, poi ES*City, poi soppresso. |
| Guido Reni                                    | Torino Porta Nuova – Roma Termini |                         | Intercity, poi ES*City effettuato con ETR 450, poi soppresso. |
| Hermann Hesse                                 | Genova Brignole - Stuttgart | 1987-1993               | Espresso diurno 1ª e 2ª classe |
| Holland-Italien Express                       | Amsterdam – Roma Termini |                         | Direttissimo, poi Espresso, poi soppresso. |
| Il Gattopardo                                 | Palermo Centrale - Roma Termini poi Siracusa - Roma Termini |                         | Espresso, poi Intercity, poi soppressa la sezione per Palermo. |
| Il Perugino                                   | Perugia – Roma Termini | 1987-?                  | Diretto, poi Intercity effettuato da ETR 220, poi ES*City, poi soppresso. |
| Il Piemonte                                   | Torino – Lione |                         | Direttissimo, solo 1ª classe. |
| Il Roma                                       | Roma Tiburtina - Calalzo | ?- 2005                 | Rapido, poi intercity, poi soppresso da dicembre 2005. |
| Il Verrocchio                                 | Milano Centrale - Firenze Santa Maria Novella |                         | Intercity, poi soppresso. |
| Il Vignola                                    | Bologna Centrale – Roma Termini |                         | Intercity, poi soppresso. |
| Insubria                                      | Milano Centrale – Singen |                         | InterCity Cisalpino, poi EC, soppresso da dicembre 2008. |
| Italien-Holland Express                       | Roma Termini – Amsterdam |                         | Direttissimo. |
| Italicus                                      | Roma – Brennero – Monaco di Baviera |                         | Espresso; vedi anche Strage dell'Italicus. |
| Jonio                                         | Roma Termini - Taranto Taranto - Reggio Calabria |                         | Intercity, quello per Roma è a trazione elettrica, quella per Reggio Calabria diesel. |
| Juvarra                                       | Savona – Torino Porta Nuova poi Torino Porta Nuova – Venezia Santa Lucia | ?-2006                  | Intercity Savona M. - Torino P.N. poi Torino P.N. - Venezia S.L. |
| Kras                                          | Trieste Centrale – Lubiana | ?-2003                  | Autobus fino a Villa Opicina, poi Espresso, poi soppresso. |
| Lagrange                                      | Genova Brignole – Torino Porta Nuova |                         | Intercity Plus, poi Intercity, poi soppresso. |
| Laurana                                       | Reggio Calabria – Roma Termini |                         | Intercity, effettuato da ETR 450, poi soppresso. |
| Leonardo da Vinci                             | Milano Centrale – Dortmund Hbf poi Milano Centrale – München Hbf |                         | Eurocity, poi soppresso. |
| Leopardi                                      | Milano Centrale - Pescara |                         | Intercity, poi regionale effettuato da Trenord. |
| Ligure                                        | Milano Centrale – Avignon poi Milano Centrale – Nice Ville |                         | TEE, poi Intercity, poi Eurocity, poi soppresso dal 2009. È parzialmente sostituito dall'Intercity Plus "Andrea Doria" Milano – Ventimiglia. |
| Lemano                                        | Milano Centrale – Genève Aéroport | 1958-2009               | TEE, poi Intercity, poi Eurocity Cisalpino. |
| Lombardie Express                             | Milano Centrale – Parigi |                         | Direttissimo, poi soppresso. |
| Ludovico Sforza                               | Genova Brignole - Milano Centrale | 1987-?                  | Intercity, poi soppresso |
| Luna                                          | Roma Termini – Genève Roma Termini – Basel SBB Roma Termini – Zürich Hb |                         | Euronight, soppresso dal 2009. |
| Lutetia                                       | Milano Centrale – Parigi |                         | Espresso, poi Intercity Milano Centrale – Ginevra, poi Eurocity. |
| Magna Grecia                                  | Reggio Calabria Centrale – Bari Centrale doppia sezione Jonica / Tirrenica |                         | Intercity, effettuato con materiale diesel, soppressa nel 1996 la sezione da Cosenza, poi soppresso completamente. |
| Malatesta                                     | Milano Centrale – Rimini |                         | Interregionale, istituito negli anni '90, poi soppresso. |
| Malpighi                                      | Bologna Centrale – Bolzano |                         | Intercity, poi soppresso. |
| Mameli                                        | La Spezia - Milano Centrale Ventimiglia - Milano Centrale |                         | Intercity, soppressa la sezione da La Spezia. Intercity PLUS Savona M. - Venezia S.L. poi soppresso. |
| Manin                                         | Pescara - Venezia Santa Lucia | ?- 2010                 | Intercity, poi soppresso dal 2010 - 2011. |
| Marconi                                       | Napoli Campi Flegrei – Piacenza |                         | Intercity, poi prolungato fino a Milano Porta Garibaldi, poi soppresso. |
| Maremma                                       | Grosseto – Milano Centrale |                         | Intercity Plus. Sabato e festivi ferma anche a Sarzana, Forte dei Marmi e Pietrasanta. |
| Marco Polo                                    | Udine / Trieste Centrale – Napoli Centrale | 1977                    | Rapido poi Intercity Notte. Da dicembre 2011 Udine / Trieste - Roma Termini, espletato con ICN. |
| Mascagni                                      | Livorno Centrale – Milano Centrale e vv. | 2008-                   | Intercity Plus. Erroneamente scambiato con Intercity Plus "Marconi" come sostituto, da Milano a Livorno, dell'Eurocity "Cinque terre". |
| Matilde Serao                                 | Napoli Centrale - Venezia Santa Lucia | ? - 2010                | Intercity, poi soppresso. |
| Mattia Preti                                  | Reggio Calabria – Lamezia Terme (via Roccella) | 2002-2003               | Intercity, soppresso con cambio orario invernale 2003. |
| Mazzini                                       | Genova Brignole – Venezia Santa Lucia |                         | Intercity, poi soppresso. |
| Mediolanum                                    | Milano Centrale – München Hbf poi Milano Centrale – Basel SBB |                         | TEE, poi Intercity, poi Eurocity Cisalpino. |
| Meneghino                                     | Milano Centrale – Firenze Santa Maria Novella |                         | Intercity, poi ES*City, soppresso. |
| Mercadante                                    | Roma Termini – Lecce |                         | Intercity, effettuato da ALe 601 fino al 1998, soppresso nel 2008. |
| Metropolitano                                 | Milano Centrale – Francoforte sul Meno |                         | Direttissimo, poi Espresso, poi soppresso. |
| Michelangelo                                  | Roma Termini – München Hbf |                         | Eurocity ,ha sostituito Alpen-Express, soppresso da Roma a Bologna, mentre da Bologna prosegue verso Rimini. |
| Miramare                                      | Napoli Centrale – Trieste Centrale Napoli Centrale – Udine | ?-2010                  | Intercity, fu il primo completamente rinnovato nel 2003. Soppresso dal 2010. |
| Modigliani                                    | Napoli Centrale – Torino Porta Nuova |                         | Intercity, poi Intercity Plus, poi soppresso. |
| Mongibello                                    | Siracusa - Milano Centrale | ? - 2008                | Espresso, poi Intercity, soppresso nel 2008. |
| Montale                                       | Milano Centrale - Livorno Centrale |                         | Intercity. |
| Montecarlo                                    | Venezia Santa Lucia – Nice Ville Roma Termini – Nice Ville Roma Termini – Torino Porta Nuova |                         | Intercity Notte per la tratta Roma Termini – Torino Porta Nuova. Dal 2009 sono stati soppressi i collegamenti Roma - Nizza e Venezia - Nizza. |
| Monteverdi                                    | Venezia Santa Lucia - Genève | 1987-?                  | Eurocity, con sezione per Basilea |
| Monte Ceneri                                  | Milano Centrale – Singen poi Milano Centrale – Zürich Hb |                         | Intercity, poi Eurocity Cisalpino, soppresso dal 14/12/2008. |
| Murge                                         | Milano Centrale – Lecce poi Milano Centrale – Crotone | 1996-2011               | Intercity, poi Intercity Plus, poi Intercity diurno che viene effettuato solo il sabato con direzione Lecce. La sezione per Crotone è stata soppressa. |
| Naviglio                                      | Milano Centrale – Roma Termini |                         | Intercity, poi soppresso. |
| Nitti                                         | Potenza Inferiore – Roma Termini | 1994-?                  | Intercity, effettuato da ETR 450 con partenza da Potenza alle ore 5:00, poi soppresso a causa della concorrenza autostradale. |
| Overnight Express                             | Milano Centrale – Amsterdam Centraal |                         | Espresso, poi soppresso. |
| Paganini                                      | Bologna Centrale – Dortmund Hbf Verona Porta Nuova – München Hbf | 1991-?                  | Eurocity DB, dal 1995 effettuato con materiale FS. |
| Palatino                                      | Roma Termini – Paris Gare de Lyon / Paris Bercy (dal 10/06/2001) Firenze Santa Maria Novella - Paris Gare de Lyon | 1969-2009               | Solo carrozze letti e cuccette, carrozza ristorante e successivamente carrozza self-service. Instradato via Genova/Modane dal 28/09/1969 al 14/12/2002 Instradato via Bologna/Domodossola dal 15/12/2002 al 12/12/2009. Espresso dal 28/09/1969 al 30/05/1987. Eurocity dal 31/05/1987 al 22/05/1993. Euronight dal 23/05/1993 al 12/12/2009. Sezione Fi S.M.N. - Paris G.de L. dal 28/09/1969 al 28/05/1983 poi prenderà la denominazione Galilei |
| Palinuro Express                              | Milano Centrale – Palinuro | 1996-?                  | Espresso turistico di sola 1ª classe effettuato solo nel periodo estivo. |
| Palladio                                      | Roma Termini – Venezia Santa Lucia |                         | Intercity, poi soppresso. |
| Parini                                        | Alessandria – Milano Porta Genova |                         | Intercity, poi Regionale. |
| Paris-Méditerranée Express                    | Parigi – Sanremo | ?-1940 (?)              | Espresso CIWL poi soppresso. |
| Partenope                                     | Milano Centrale - Napoli Centrale |                         | TEE di 1ª classe, poi Diretto, poi Intercity. |
| Parthenon                                     | Paris Gare de Lyon - Brindisi Marittima | 1977 - 1999             | Espresso, circolante solo nel periodo estivo; partiva da Parigi (Gare de Lyon) e giungeva a Brindisi Marittima dove i viaggiatori diretti in Grecia, muniti di biglietto "tutto compreso", trovavano in coincidenza il traghetto per Corfù - Patrasso (e da Patrasso era possibile raggiungere Atene grazie ad un autobus in attesa del traghetto). Il treno è stato soppresso nel 1999.                                                           |
| Pau Casals / Salvador Dalí                    | Milano Centrale – Barcellona |                         | Eurocity effettuato con materiale TALGO. Poi denominato Salvador Dalí, poi soppresso. |
| Peloritano                                    | Palermo Centrale – Siracusa poi Roma Termini – Palermo Centrale – Siracusa |                         | Espresso letti e cuccette, poi Intercity, poi soppresso. |
| Pergolesi                                     | Roma Termini – Ancona |                         | Intercity, prima effettuato da ALe 601. |
| Perugino                                      | Perugia – Ancona | 1971-1974               | Diretto, attivo solo nella stagione estiva. (Il nome “perugino” non era ufficiale, in quanto appartenente già al relativo IC Perugia-Roma) |
| Petruzzelli                                   | Bari Centrale – Bologna Centrale | 1996-2002               | Intercity. |
| Piemonte                                      | Torino Porta Nuova - Lyon Perrache | 1983-1985               | Carrozze 1 e 2 classe, servizio ristoro. Intercity dal 1983 al 1984. Espresso nel 1985. |
| Piepoli                                       | Reggio Calabria – Milano Centrale |                         | Espresso, poi Intercity |
| Pitagora                                      | Villa San Giovanni – Bari Centrale | ?-2005                  | Rapido, poi Espresso svolto con ALn 442-448 e ALn 773, poi Intercity di sola 2ª classe a trazione diesel |
| Puccini                                       | Livorno Centrale – Torino Porta Nuova |                         | Intercity |
| Raffaello                                     | Roma Termini – Zürich | 1989-?                  | Eurocity, istituito nel 1989, poi soppresso. |
| Rialto                                        | Genova Brignole – Trieste Centrale |                         | Rapido, solo 1ª classe, effettuato con Etr 220, poi soppresso. |
| Ricasoli                                      | Firenze Santa Maria Novella – Roma Termini |                         | Intercity |
| Riviera dei Fiori                             | Basel SBB – Nice Ville poi Milano Centrale – Nice Ville |                         | Eurocity. Dal 2005 è effettuato solo da Milano per Nizza. |
| Riviera Express                               | Amsterdam CS/Dortmund – Ventimiglia |                         | Espresso (orario estivo: via Sempione – Domodossola – Arona – Novara – Alessandria – Genova Piazza Principe; orario invernale: via Gottardo – Chiasso – Milano Centrale – Genova Piazza Principe). |
| Remus                                         | Roma Termini – Wien Südbahnhof |                         | Euronight. |
| Roland                                        | Milano Centrale – Bremen Hbf |                         | TEE. |
| Romulus                                       | Roma Termini – Wien Südbahnhof Roma Termini – Salzburg Hbf | ?-2001                  | Eurocity. |
| Rossini                                       | Torino Porta Nuova - Bari Centrale | d                       | Intercity, dal 2008 ES*city, poi Frecciarossa Torino Milano Bologna lecce |
| Rugantino                                     | Roma Termini - Milano Centrale | 1988-?                  | Intercity, poi ES*City |
| Salentino                                     | Lecce – Milano Centrale |                         | Espresso, poi Intercity, poi Intercity Notte |
| Salvador Dalí                                 | Milano Centrale – Barcellona | 1989-2012               | Euronight effettuato con materiale spagnolo Trenohotel TALGO e soppresso con il cambio orario invernale del 2012. |
| San Marco                                     | Venezia Santa Lucia - Wien Südbahnhof | 1992                    | Espresso letti, dal 1992 Euronight effettuato con materiale italiano |
| Sannio                                        | Roma Termini – Benevento |                         | Intercity effettuato da ALe 601, poi soppresso dal 2006 e sostituito dall'Intercity 703 Roma - Taranto. |
| Sanremo                                       | Milano Centrale – Nice Ville |                         | Eurocity. |
| Scaligero                                     | Verona Porta Nuova - Roma Termini |                         | Intercity |
| Scarlatti                                     | Napoli Mergellina – Roma Termini |                         | Intercity inizialmente effettuato con ALe 601 |
| Scilla                                        | Torino Porta Nuova – Reggio Calabria |                         | Espresso, poi Intercity Notte |
| Settebello                                    | Milano Centrale – Roma Termini |                         | Elettrotreno lusso ETR 300, poi TEE. |
| Sila                                          | Torino Porta Nuova – Reggio Calabria Centrale Torino Porta Nuova – Crotone |                         | Intercity, poi Intercity Plus, poi soppressa la sezione per Crotone. Parte da Torino Porta Nuova come ICN per Reggio Calabria. |
| Simplon Express                               | Parigi – Milano Lambrate – Belgrado |                         | Espresso, limitato poi a Zagabria durante la guerra nella Ex-Jugoslavia; fu soppresso definitivamente con l'orario estivo 2001, nell'ultima annata di vita espletò un servizio notturno ulteriormente limitato Ginevra - Milano Lambrate - Venezia Santa Lucia. |
| Spree-Alpen Express                           | Verona Porta Nuova – Berlino | 1992-1999               | Espresso letti e cuccette |
| Stendhal                                      | Venezia Santa Lucia (dal 14/06/2009) / Milano Centrale - Paris Gare de Lyon / Paris Bercy (dal 10/06/2001) | 1983 - 2009             | Carroze letti e cuccette e posti a sedere di 2ª classe (dal 27/05/1990 al 09/06/2001). Espresso dal 29/05/1983 al 23/09/1989. Eurocity dal 24/09/1989 al 22/05/1993. Euronight dal 23/05/1993 al 12/12/2009. |
| Stradivari                                    | Bergamo – Roma Termini | 1992-2009 2017-in corso | Intercity |
| Svevo                                         | Torino Porta Nuova – Trieste Centrale |                         | Intercity. Soppresso dal 2008 al 2011. |
| Tacito                                        | Milano Centrale – Terni | 1998                    | Intercity. |
| Tavoliere                                     | Napoli Centrale – Bari Centrale Napoli Centrale – Lecce |                         | Intercity, effettuato da ALe 601 |
| Telesio                                       | Roma Termini - Reggio Calabria Centrale |                         | Intercity, effettuato da ETR 450 |
| Tergeste                                      | Torino Porta Nuova – Trieste Centrale poi Trieste Centrale – Lecce |                         | Intercity, soppressa la sezione per Lecce. |
| Tevere                                        | Roma Termini – Milano Centrale |                         | Intercity, poi ES*City. |
| Ticino                                        | Milano Centrale – Zürich Hb poi Milano Centrale – Basel SBB |                         | TEE, poi Eurocity Cisalpino. |
| Tiepolo                                       | Venezia Santa Lucia – München Hbf |                         | Eurocity. |
| Tigullio                                      | Trieste Centrale – Livorno Centrale poi Milano Centrale – La Spezia Centrale |                         | Intercity, poi Intercity Plus, poi di nuovo Intercity. |
| Tindari                                       | Messina Centrale – Siracusa | 1999-2003               | Intercity interno, dal 2000 denominato “Naxos”. |
| Tirreno                                       | Torino Porta Nuova – Roma Termini (Rapido) poi Ventimiglia – Roma Termini |                         | Rapido, poi Intercity. |
| Tiziano                                       | Milano Centrale – Hamburg – Altona poi Milano Centrale – Basel SBB |                         | Eurocity Cisalpino. |
| Tommaso Campanella                            | Milano Centrale – Reggio Calabria |                         | Espresso, poi Intercity Notte |
| Toscanini                                     | Milano Centrale – Rimini |                         | Diretto, poi Intercity |
| Train Bleu                                    | Calais – Parigi – Ventimiglia | 1949-?                  | Espresso. |
| Trasimeno                                     | Perugia – Roma Termini | 1989                    | Intercity, effettuato con ETR 220, poi Regionale. |
| Treno Azzurro                                 | Milano – Napoli |                         | Rapido, livrea dedicata blu – azzurro. |
| Treno dell'Arcobaleno                         | Bergamo – Ventimiglia |                         | Espresso. Poi Regionale effettuato solo nel periodo estivo. |
| Treno dell'Etna                               | Torino Porta Nuova – Siracusa – Palermo Centrale |                         | Espresso, nel 2007 è stato soppresso. |
| Treno del Mare                                | Padova – Chioggia Schio – Chioggia | 1995 - 2011             | Diretto, a trazione diesel effettuato solo nel periodo estivo, poi soppresso. Reintrodotto nel 2011 come Regionale (solo nel periodo estivo). |
| Treno delle Meraviglie – Train des merveilles | Cuneo – Nice Ville, poi Cuneo - Ventimiglia |                         | Espresso. |
| Treno del Sole                                | Torino Porta Nuova – Palermo Centrale – Siracusa |                         | Espresso letti e cuccette. Soppresso |
| Treno della Valle                             | San Benedetto del Tronto – Lanciano |                         | Regionale, effettuato con materiale Ferrovia Sangritana. |
| Trinacria                                     | Milano Centrale – Palermo Centrale – Siracusa |                         | Espresso letti e cuccette |
| Triveneto                                     | Trieste Centrale - Palermo Trieste Centrale - Siracusa Trieste Centrale - Reggio C. C.le Brennero - Palermo fino al 22/05/1982 Brennero - Siracusa fino al 22/05/1982 Bolzano - Palermo Bolzano - Siracusa Venezia S.L. - Palermo Venezia S.L. - Siracusa Bologna C.le - Reggio C. C.le Bolzano - Bologna C.le Trieste Centrale – Lecce | 1982-2000-2001          | Denominazione assunta dal 23/05/1982 al 30/05/1987: Espresso notturno con posti a sedere di prima e seconda classe, cuccette di prima e seconda classe, carrozze letto solo da Venezia S.L.; in seguito ripresa come Espresso e poi Intercity Notte Trieste C.le - Lecce |
| Turritano                                     | Cagliari – Porto Torres |                         | Espresso, poi Regionale. |
| TUI Ferien Express                            | Dortmund – Imperia | 1979-1993               | Treno periodico d'agenzia. |
| Val Gardena/Groednertal                       | Bolzano – München Hbf poi Verona Porta Nuova – München Hbf |                         | Eurocity. |
| Val Padana                                    | Venezia Santa Lucia – Torino Porta Nuova |                         | Intercity, poi ES*city. |
| Valentino                                     | Venezia Santa Lucia – Torino Porta Nuova |                         | Intercity |
| Vauban                                        | Milano Centrale – Bruxelles Midi |                         | Eurocity. |
| Velia                                         | Reggio Calabria Centrale – Roma poi Lamezia Terme – Roma Termini |                         | Intercity |
| Vendramin                                     | Torino Porta Nuova – Venezia Santa Lucia |                         | Intercity |
| Venezia-Express                               | Venezia Santa Lucia – Budapest Venezia Santa Lucia – Beograd Venezia Santa Lucia – Bucuresti Nord Gr.A Venezia Santa Lucia – Moskwa Kievskaja | 1980-2003               | Espresso, fino al 1988 arrivava ad Atene, poi nel 2003 trasformato in Euronight e denominato "Venezia" poi soppresso nuovamente nel 2011. |
| Verdi                                         | Milano Centrale – Dortmund Hbf poi Milano Centrale – Basel SBB |                         | Eurocity Cisalpino. |
| Veronese                                      | Venezia Santa Lucia – Roma Termini |                         | Intercity, effettuato da pendolino ETR 450 |
| Vespucci                                      | Firenze Santa Maria Novella – Torino Porta Nuova (via Pisa) |                         | Intercity, passa da Pisa e Genova per raggiungere Torino. |
| Vesuvio                                       | Milano Centrale – Napoli Centrale | 1973-1986               | TEE fino al 1986, poi Intercity. |
| Visconteo                                     | Venezia Santa Lucia - Vicenza - Milano Centrale | (?)-2003                | Intercity, poi ES*City, dal 2012 Frecciabianca |